# Jirattikan Vapilai
Jirattikan Vapilai (thailändisch จิรัฐติกาล วาพิลัย, * 23. November 1997) ist ein thailändischer Fußballspieler.

## Karriere
Jirattikan Vapilai erlernte das Fußballspielen in den Jugendmannschaft von Leicester City in England sowie der Jugendmannschaft von Oud-Heverlee Löwen in Belgien. 2019 wechselte er von Belgien nach Thailand, wo er einen Vertrag beim Port FC unterschrieb. Der Verein aus der Hauptstadt Bangkok spielte in der höchsten Liga des Landes, der Thai League. 2019 absolvierte er zwei Erstligaspiele für Port. Nach einer Saison verließ er Port und wechselte zu MOF Customs United FC. Der Verein, der ebenfalls in Bangkok beheimatet ist, spielte in der zweiten Liga, der Thai League 2. Nach sieben Zweitligaspielen für die Customs wechselte er Anfang 2021 zum Ligakonkurrenten Sisaket FC nach Sisaket. Ende der Saison musste er mit Sisaket den Weg in die dritte Liga antreten. Nach dem Abstieg verließ er Sisaket und ging nach Kanchanaburi. Hier schloss er sich dem Zweitligaaufsteiger Muangkan United FC an. Für Muangkan bestritt er acht Zweitligaspiele. Zu Beginn der neuen Saison wurde Muangkan die Lizenz für die zweite Liga verweigert. Im August 2022 unterschrieb der Mittelfeldspieler einen Vertrag beim Zweitligisten Customs United FC. Mit dem Verein aus Samut Prakan wurde man am Ende der Saison 2022/23 Tabellendritter und qualifizierte sich somit für die Aufstiegsspiele zur ersten Liga. Hier musste man sich jedoch im Finale gegen den Uthai Thani FC geschlagen geben. Nach einer Spielzeit wechselte er im Sommer 2023 zum Drittligisten Chainat United FC. Mit dem Verein aus Chainat spielte er dreimal in der Western Region der Liga. Am Ende der Saison 2023/24 musste er mit dem Verein als Tabellenletzter aus der dritten Liga absteigen. Nach dem Abstieg verließ er den Verein und schloss sich im Juli 2024 dem Zweitligisten Lampang FC an. Für den Zweitligisten aus Lampang bestritt er 22 Ligaspiele. Nach der Saison zog sich der Lampang FC vom Spielbetrieb zurück. Im Juli 2025 nahm ihn der Zweitligist Sisaket United FC unter Vertrag.

## Erfolge
Port FC
- Thailändischer Pokalsieger: 2019